# Theope pieridoides
Theope pieridoides is een vlindersoort uit de familie van de prachtvlinders (Riodinidae), onderfamilie Riodininae.
Theope pieridoides werd in 1865 beschreven door C. & R. Felder.